# Black Box Diaries
Pour plus de détails, voir Fiche technique et Distribution.
Black Box Diaries est un film documentaire de 2024, produit et réalisé par la journaliste Shiori Itō, documentant son enquête et son agression sexuelle au Japon.
Présenté en avant-première au Festival du film de Sundance 2024, il reçoit un très bon accueil critique malgré des critiques visant les considérations éthiques du tournage. Il est nommé comme l'un des meilleurs documentaires de 2024 par le National Board of Review et reçoit une nomination à l'Oscar du meilleur film documentaire.

## Synopsis
Le documentaire retrace le combat menée entre 2015 et 2023 par la réalisatrice et journaliste Shiori Itō qui accuse Noriyuki Yamaguchi, chef du bureau de Washington du Tokyo Broadcasting System et ami du Premier ministre Shinzo Abe lui-même, de l'avoir droguée et violée en 2015.
Très vite, Itō se heurte à de nombreux obstacles : la police refuse sa plainte, un policier tente de la décourager, et la procédure est finalement classée sans suite. Elle prend la parole publiquement lors d'une conférence de presse, très peu reprise par les médias japonais. À la suite de cela Itō est blacklistée dans son secteur, et doit souvent faire face à des insultes, des menaces de mort, des commentaires sur son physique qui la blâment tous pour l'incident, la poussant à l'exil. Elle continue malgré tout les recours judiciaires.
En 2017, elle publie Black Box Diaries, un livre qui retrace son combat et s'expose encore plus publiquement malgré les réticences de sa famille. Le documentaire chronique, à l'aide d'enregistrements parfois clandestins, son combat, l'émergence lente du mouvement #MeToo au Japon, et le soutien public que Shiori Itō finit par recevoir après de longues années de lutte.

## Fiche technique
- Titre : Black Box Diaries
- Titre original japonais : Black Box Diaries
- Réalisation : Shiori Itō
- Musique originale : Mark Degli Antoni
- Montage : Ema Ryan Yamazaki
- Image : Hanna Aqvilin
- Son : Andrew Tracy (conception sonore)
- Production : Shiori Itō, Hanna Aqvilin, Eric Nyari
- Ventes : Dogwoof (international)
- Distribution : MTV Documentary Films (sortie en salles, États-Unis) Art House Films (sortie en salles en France)
- Durée : 102 minutes
- Format : 1,78:1, couleur
- Date de sortie :
  - États-Unis : 20 janvier 2024 (Festival de Sundance), 25 octobre 2024 (en salles)
  - Royaume-Uni : 25 octobre 2024 (en salles)
  - France : 14 janvier 2025 (Festival international des cinémas d'Asie de Vesoul), 12 mars 2025 (en salles)

## Production
La trame du film est basée sur le récit La Boîte noire (Black Box Diaries), publié par Itō en 2017 et paru en France aux éditions Picquier en 2019.
Il est réalisé par Itō et co-produit par elle avec le soutien de Hanna Aqvilin et Eric Nyari.

## Sortie
Le film est présenté en avant-première mondiale le 20 janvier 2024, au Festival du film de Sundance, et est également projeté au festival South by Southwest le 10 mars 2024,, au CPH:DOX le 18 mars 2024 , , et au Festival Hot Docs le 29 avril 2024,. En Australie, Black Box Diaries est projeté au Festival international du film de Melbourne en août, puis au Festival du film d'Adélaïde en octobre.
En mai 2024, MTV Documentary Films et Dogwoof acquièrent respectivement les droits de distribution du film aux États-Unis et au Royaume-Uni,, où il sort le 25 octobre. Au 20e Festival du Film de Zurich, le film remporte l'Œil d'Or du meilleur documentaire ainsi que le Prix du Public.
En 2025, le film est nommé pour à l'Oscar du meilleur film documentaire lors de la 97e cérémonie.
En avril 2024, à cause de controverses éthiques liées au tournage et à l'image que le documentaire pourrait donner du Japon, le film est toujours censuré au Japon, aucun distributeur n'ayant souhaité le diffuser.

## Réception

### Réponse critique
Selon le bilan fait par l'aggrégateur Rotten Tomatoes, 98% des 56 revues de critiques sont positives, avec une note moyenne de 8.3/10 . 
Selon Guy Lodge de Variety le film est un « documentaire procédural très serré et à cœur ouvert ». Pour Valerie Complex de Deadline : « La réalisation précise nous met dans l'état d'esprit d'Itō à travers cette enquête épuisante, capturant la tristesse, la joie et la détermination qui la poussent en avant malgré tout ce qui la contre ».

#### En France
En France, le site Allociné propose une note moyenne de 3,9⁄5, d'après l'interprétation de 22 critiques de presse et de 4,1⁄5 pour les avis des spectateurs.
Le Figaro reconnaît un film « magistral », porté par un montage extrêmement efficace. Pour Le Monde, c'est un film « à ne pas manquer » grâce à la place unique qu'y occupe la réalisatrice Shiori Itō.

### Controverse sur l'éthique journalistique
En octobre 2024, Yōko Nishihiro, Chinami Kajō et Katsuhiko Tsukuda, les avocats qui représentaient auparavant Itō,,, l'accusent de ne pas avoir protégé ses sources en utilisant dans le film des images et des enregistrements audio sans l'autorisation des parties concernées. L'hôtel Sheraton de Tokyo, où s'est déroulé l'agression, dit notamment avoir fourni des images de caméra de sécurité, montrant Yamaguchi traînant Itō dans l'hôtel, pour une utilisation uniquement prévue dans le cadre d'une procédure judiciaire, et non d'un documentaire. D'autres images, concernant notamment un détective de police et un chauffeur de taxi, posent également problème. Yōko Nishihiro a exprimé sa crainte que de telles utilisations non autorisées de documents produits au cours d'un procès puissent décourager de potentiels témoins de se manifester dans les procès concernant d'autres agressions sexuelles, où les preuves tendent à être rares. Elle déclare également qu'une conversation téléphonique entre Itō et elle-même a été enregistrée à son insu et utilisée dans le film sans son autorisation,,,.
Itō a répondu que les accusations des avocats contenaient des inexactitudes factuelles, que le détective et le chauffeur de taxi n'avaient pas pu être contactés et que le film avait reçu des contrôles juridiques aux États-Unis et au Japon. Pour Itō, il était crucial de montrer la preuve de l'agression sexuelle, et les images de la caméra de sécurité, estimant que la voix du détective avait été suffisamment modifiées pour que le film protège la vie privée. Selon elle, l'intérêt public qu'il y avait à inclure ces documents dans le film l'emporte sur d'autres préoccupations telles que les intérêts commerciaux de l'hôtel,,,. Elle a précisé que ces images étaient des documents judiciaires non restreints, et qu'elles devaient être publiées car elle avait reçu des critiques au vitriol après une fuite d'images d'elle sortant de l'hôtel. De leur côté, les représentants d'Itō ont accusé Nishihiro d'avoir violé la confidentialité des relations avocat-client.
Pour Hiroyoshi Sunakawa, qui étudie les médias à l'université Rikkyo : « Certaines choses, comme le degré d'intoxication, ne peuvent être transmises que par vidéo. Le film est réalisé avec détermination et, si le message qu'il contient sert l'intérêt public, comme la prévention des crimes sexuels, il est défendable de décider de montrer les images même sans autorisation  ». Ryōichi Matsuno, spécialiste du journalisme à l'université Chuo, a quant à lui affirmé qu'« obtenir l'autorisation d'utiliser les images et protéger l'anonymat des sources sont les bases les plus élémentaires. Étant donné l'intérêt du sujet, l'autorisation doit être négociée avec ténacité, et la personnalité et les droits humains des sources journalistiques doivent être pris en considération de la manière la plus stricte. Le journalisme repose sur des relations de confiance ».
Tsukuda a remis en question l'idée selon laquelle l'intérêt public aurait plus de poids que la vie privée dans le journalisme américain, citant les efforts déployés par les journalistes du New York Times pour déterminer si les sources pouvaient être déclarées officiellement, comme le montre le film She Said.
Le producteur Eric Nyari répond dans The Times que Shiori Itō à le droit : « de raconter sa propre histoire, son propre point de vue » et rajoute « En tant que producteur, nous sommes d'accord avec elle en termes d'intérêt général, en termes d'équité, en termes éthique ».
En février 2025, Yukiko Tsunoda, une ancienne représentante d'Itō, lui reproche aussi l'utilisation non autorisée des images, déclarant : « Les films peuvent parfois être violents. Bien que j'applaudisse le combat de Mme Itō en tant que victime d'un crime sexuel, je ne peux ignorer la situation actuelle où l'avocat qui a couru à ses côtés et a tant lutté et où de nombreux collaborateurs et sympathisants sont blessés ». Des conférences de presse des deux parties sont annoncées au Club des correspondants étrangers du Japon le 20 février 2025.

## Distinctions

### Nominations
- Oscars 2025 : Meilleur film documentaire
- BAFTA 2025 : Meilleur film documentaire